# Polimedicació
La polimedicació és un terme genèric per descriure l'ús simultani de múltiples medicaments per part d'un pacient per a les seves afeccions. El terme polimedicació sovint es defineix com la presa regular de cinc o més medicaments, però no hi ha una definició estàndard i el terme també s'ha utilitzat en el context de quan a una persona se li recepten 2 o més medicaments alhora. La polimedicació pot ser la conseqüència de tenir múltiples afeccions a llarg termini, també coneguda com a multimorbiditat i és més freqüent en la gent gran. En alguns casos, un nombre excessiu de medicaments alhora és preocupant, especialment per a les persones grans amb moltes afeccions cròniques, perquè això augmenta el risc d'un esdeveniment advers en aquesta població. En molts casos, la polimedicació no es pot evitar, però s'encoratgen les pràctiques de "polimedicació apropiada" per disminuir el risc d'efectes adversos. La polimedicació apropiada es defineix com la pràctica de prescriure per a una persona que té múltiples afeccions o necessitats de salut complexes, assegurant-se que els medicaments prescrits estiguin optimitzats i segueixin les pràctiques de la "millor evidència".
S'estima que la prevalença de la polimedicació és d'entre el 10% i el 90%, depenent de la definició utilitzada, el grup d'edat estudiat i la ubicació geogràfica. La polimedicació continua creixent en importància a causa de l'envelliment de la població. Molts països estan experimentant un ràpid creixement de la població més gran, de 65 anys o més. Aquest creixement és el resultat de l'envelliment de la generació baby-boomer i d'un augment de l'esperança de vida com a resultat de la millora contínua dels serveis d'atenció mèdica a tot el món. Al voltant del 21% dels adults amb discapacitat intel·lectual també estan exposats a la polimedicació. El nivell de polimedicació ha anat augmentant en les últimes dècades. Una investigació als EUA mostra que el percentatge de pacients majors de 65 anys que utilitzen més de 5 medicaments va augmentar del 24% al 39% entre 1999 i 2012. De la mateixa manera, una investigació al Regne Unit va trobar que el nombre de persones grans que prenien 5 o més medicaments s'havia quadruplicat, del 12% a gairebé el 50% entre 1994 i 2011.
La polimedicació no és necessàriament desaconsellable, però en molts casos pot conduir a resultats negatius o a una baixa eficàcia del tractament, sovint sent més perjudicial que útil o presentant massa risc per a massa poc benefici. Per tant, els professionals de la salut consideren que és una situació que requereix un seguiment i una revisió per validar si tots els medicaments encara són necessaris. Les preocupacions sobre la polimedicació inclouen l'augment de les reaccions adverses als medicaments, les interaccions medicamentoses, la cascada terapèutica i els costos més elevats. Una cascada terapèutica es produeix quan a una persona se li recepta un medicament i experimenta un efecte advers que s'interpreta erròniament com una nova afecció mèdica, de manera que al pacient se li recepta un altre medicament. La polimedicació també augmenta la càrrega de la presa de medicació, especialment en persones grans, i s'associa amb l'incompliment de la medicació.
La polimedicació sovint s'associa amb una disminució de la qualitat de vida, inclosa la disminució de la mobilitat i la cognició. Els factors del pacient que influeixen en el nombre de medicaments que es recepten a un pacient inclouen un nombre elevat d'afeccions cròniques que requereixen un règim farmacològic complex. Altres factors sistèmics que influeixen en el nombre de medicaments que es recepten a un pacient inclouen un pacient que té múltiples prescriptors i múltiples farmàcies que poden no comunicar-se.
Els avantatges o no de la polimedicació (en lloc de prendre medicaments individuals o monoteràpia) depenen de la combinació i el diagnòstic particulars implicats en cada cas. L'ús de múltiples fàrmacs, fins i tot en malalties bastant senzilles, no és un indicador de mal tractament i no és necessàriament sobremedicació. A més, en farmacologia està ben acceptat que és impossible predir amb precisió els efectes secundaris o els efectes clínics d'una combinació de fàrmacs sense estudiar aquesta combinació particular de fàrmacs en subjectes de prova. El coneixement dels perfils farmacològics dels fàrmacs individuals en qüestió no assegura una predicció precisa dels efectes secundaris de les combinacions d'aquests fàrmacs; i els efectes també varien entre individus a causa de la farmacocinètica específica del genoma. Per tant, decidir si i com reduir una llista de medicaments (desprescripció) sovint no és senzill i requereix l'experiència i el judici d'un clínic en exercici, ja que el clínic ha de sospesar els avantatges i els inconvenients de mantenir el pacient amb la medicació. Tanmateix, aquesta revisió reflexiva i sàvia és un ideal que massa sovint no es duu a terme a causa de la sobrecàrrega assistencial dels metges i altre personal, una deficient conciliació de la medicació (per una mala coordinació de la informació entre professionals sanitaris en la continuïtat assistencial), i l'intervencionisme.